# Уильямс, Реджи (баскетболист, 1964)
Реджи Уильямс (англ. Reggie Williams; родился 5 марта 1964 года, Балтимор, штат Мэриленд, США) — американский профессиональный баскетболист и тренер.

## Ранние годы
Реджи Уильямс родился в городе Балтимор (штат Мэриленд), учился в Балтиморской школе имени Пола Лоуренса Данбара, в которой играл за местную баскетбольную команду «Данбар Поэтс» вместе с Магси Богсом, Реджи Льюисом и Дэвидом Уингейтом. Последние два года в его школьной карьере «Поэтс» выступали в чемпионате без поражений (29—0 и 31—0), а по её окончании, в 1983 году, Уильямс принимал участие в игре McDonald’s All-American, в которой принимают участие лучшие выпускники школ США и Канады. В том же году ему был присуждён титул мистер баскетбол США, вдобавок он был признан баскетболистом года среди старшеклассников по версии USA Today.

## Студенческая карьера
В 1987 году Уильямс закончил Джорджтаунский университет, где в течение четырёх лет выступал за команду «Джорджтаун Хойас», в которой провёл успешную карьеру, набрав в итоге 2117 очков, 886 подборов, 327 передач, 206 перехватов и 66 блок-шотов, к тому же два раза помогал выиграть своей команде регулярный чемпионат конференции Big East (1984, 1987), а также три раза — турнир конференции Big East (1984—1985, 1987). Кроме того «Хойас» два года подряд выходили в финал студенческого чемпионата США (1984—1985), а в 1984 году стали чемпионами Национальной ассоциации студенческого спорта (NCAA), обыграв в финале команду «Хьюстон Кугэрз» (84—75), сам же Уильямс набрал в финальном матче 19 очков и 7 подборов.

## Карьера в НБА
Играл на позиции атакующего защитника и лёгкого форварда. В 1987 году был выбран на драфте НБА под 4-м номером командой «Лос-Анджелес Клипперс». Позже выступал за команды «Кливленд Кавальерс», «Сан-Антонио Спёрс», «Денвер Наггетс», «Индиана Пэйсерс» и «Нью-Джерси Нетс». Всего в НБА провёл 10 сезонов. В 1987 году признавался баскетболистом года среди студентов конференции Big East, а также включался в 1-ю всеамериканскую сборную NCAA. Всего за карьеру в НБА сыграл 599 игр, в которых набрал 7508 очков (в среднем 12,5 за игру), сделал 2393 подбора, 1492 передачи, 802 перехвата и 407 блок-шотов.

## Тренерская карьера
После завершения профессиональной карьеры игрока Уильямс работал на должности главного тренера баскетбольной команды Иерихонской христианской академии в городе Ландовер (штат Мэриленд) до тех пор, пока она не закрылась. С 30 мая 2009 года руководил командой католической школы Тоусона. В 2010 году Уильямс устроился на должность главного тренера в школьную команду имени архиепископа Кэрролла города Вашингтона, с которой уволился в феврале 2013 года.

## Статистика

### Статистика в НБА
| Сезон                                                                                    | Команда     | Регулярный сезон | Регулярный сезон | Регулярный сезон | Регулярный сезон | Регулярный сезон | Регулярный сезон | Регулярный сезон | Регулярный сезон | Регулярный сезон | Регулярный сезон | Регулярный сезон | Серия плей-офф | Серия плей-офф | Серия плей-офф | Серия плей-офф | Серия плей-офф | Серия плей-офф | Серия плей-офф | Серия плей-офф | Серия плей-офф | Серия плей-офф | Серия плей-офф |
| Сезон                                                                                    | Команда     | GP               | GS               | MPG              | FG%              | 3P%              | FT%              | RPG              | APG              | SPG              | BPG              | PPG              | GP             | GS             | MPG            | FG%            | 3P%            | FT%            | RPG            | APG            | SPG            | BPG            | PPG            |
| ---------------------------------------------------------------------------------------- | ----------- | ---------------- | ---------------- | ---------------- | ---------------- | ---------------- | ---------------- | ---------------- | ---------------- | ---------------- | ---------------- | ---------------- | -------------- | -------------- | -------------- | -------------- | -------------- | -------------- | -------------- | -------------- | -------------- | -------------- | -------------- |
| 1987/88                                                                                  | Клипперс    | 35               | 14               | 24,5             | 35,6             | 22,4             | 72,7             | 3,4              | 1,7              | 0,8              | 0,6              | 10,4             | Не участвовал  | Не участвовал  | Не участвовал  | Не участвовал  | Не участвовал  | Не участвовал  | Не участвовал  | Не участвовал  | Не участвовал  | Не участвовал  | Не участвовал  |
| 1988/89                                                                                  | Клипперс    | 63               | 17               | 20,7             | 43,8             | 28,8             | 75,4             | 2,8              | 1,6              | 1,3              | 0,5              | 10,2             | Не участвовал  | Не участвовал  | Не участвовал  | Не участвовал  | Не участвовал  | Не участвовал  | Не участвовал  | Не участвовал  | Не участвовал  | Не участвовал  | Не участвовал  |
| 1989/90                                                                                  | Клипперс    | 5                | 5                | 26,6             | 36,8             | 0,0              | 85,7             | 3,0              | 2,0              | 1,8              | 0,2              | 12,0             | Не участвовал  | Не участвовал  | Не участвовал  | Не участвовал  | Не участвовал  | Не участвовал  | Не участвовал  | Не участвовал  | Не участвовал  | Не участвовал  | Не участвовал  |
| 1989/90                                                                                  | Кливленд    | 32               | 12               | 16,9             | 38,1             | 22,2             | 73,2             | 1,9              | 1,2              | 0,7              | 0,3              | 6,8              | Не участвовал  | Не участвовал  | Не участвовал  | Не участвовал  | Не участвовал  | Не участвовал  | Не участвовал  | Не участвовал  | Не участвовал  | Не участвовал  | Не участвовал  |
| 1989/90                                                                                  | Сан-Антонио | 10               | 0                | 6,8              | 45,2             | 0,0              | 66,7             | 0,8              | 0,5              | 0,1              | 0,3              | 4,2              | 9              | 0              | 5,4            | 33,3           | 0,0            | 100,0          | 1,2            | 0,3            | 0,2            | 0,0            | 2,2            |
| 1990/91                                                                                  | Сан-Антонио | 22               | 0                | 16,1             | 48,0             | 53,8             | 85,4             | 2,7              | 2,1              | 0,9              | 0,5              | 7,8              | Не участвовал  | Не участвовал  | Не участвовал  | Не участвовал  | Не участвовал  | Не участвовал  | Не участвовал  | Не участвовал  | Не участвовал  | Не участвовал  | Не участвовал  |
| 1990/91                                                                                  | Денвер      | 51               | 46               | 30,2             | 44,4             | 32,8             | 84,0             | 4,8              | 1,7              | 1,8              | 0,6              | 16,1             | Не участвовал  | Не участвовал  | Не участвовал  | Не участвовал  | Не участвовал  | Не участвовал  | Не участвовал  | Не участвовал  | Не участвовал  | Не участвовал  | Не участвовал  |
| 1991/92                                                                                  | Денвер      | 81               | 80               | 32,4             | 47,1             | 35,9             | 80,3             | 5,0              | 2,9              | 1,8              | 0,8              | 18,2             | Не участвовал  | Не участвовал  | Не участвовал  | Не участвовал  | Не участвовал  | Не участвовал  | Не участвовал  | Не участвовал  | Не участвовал  | Не участвовал  | Не участвовал  |
| 1992/93                                                                                  | Денвер      | 79               | 79               | 34,5             | 45,8             | 27,0             | 80,4             | 5,4              | 3,7              | 1,6              | 1,0              | 17,0             | Не участвовал  | Не участвовал  | Не участвовал  | Не участвовал  | Не участвовал  | Не участвовал  | Не участвовал  | Не участвовал  | Не участвовал  | Не участвовал  | Не участвовал  |
| 1993/94                                                                                  | Денвер      | 82               | 68               | 32,4             | 41,2             | 27,8             | 73,3             | 4,8              | 3,7              | 1,4              | 0,8              | 13,0             | 12             | 12             | 33,8           | 41,6           | 40,0           | 77,1           | 5,1            | 3,5            | 0,8            | 1,0            | 14,3           |
| 1994/95                                                                                  | Денвер      | 74               | 70               | 29,7             | 45,9             | 32,0             | 75,9             | 4,4              | 3,1              | 1,5              | 0,9              | 13,4             | 3              | 3              | 28,0           | 22,2           | 30,8           | 100,0          | 5,3            | 4,0            | 1,0            | 0,3            | 8,7            |
| 1995/96                                                                                  | Денвер      | 52               | 5                | 15,7             | 37,0             | 22,5             | 84,6             | 2,3              | 1,4              | 0,7              | 0,4              | 4,6              | Не участвовал  | Не участвовал  | Не участвовал  | Не участвовал  | Не участвовал  | Не участвовал  | Не участвовал  | Не участвовал  | Не участвовал  | Не участвовал  | Не участвовал  |
| 1996/97                                                                                  | Индиана     | 2                | 0                | 16,5             | 22,2             | 0,0              | 50,0             | 3,5              | 1,0              | 0,0              | 0,0              | 2,5              | Не участвовал  | Не участвовал  | Не участвовал  | Не участвовал  | Не участвовал  | Не участвовал  | Не участвовал  | Не участвовал  | Не участвовал  | Не участвовал  | Не участвовал  |
| 1996/97                                                                                  | Нью-Джерси  | 11               | 0                | 15,2             | 40,3             | 27,3             | 80,0             | 2,2              | 0,7              | 0,7              | 0,4              | 6,5              | Не участвовал  | Не участвовал  | Не участвовал  | Не участвовал  | Не участвовал  | Не участвовал  | Не участвовал  | Не участвовал  | Не участвовал  | Не участвовал  | Не участвовал  |
|                                                                                          | Всего       | 599              | 396              | 26,7             | 43,7             | 29,8             | 78,4             | 4,0              | 2,5              | 1,3              | 0,7              | 12,5             | 24             | 15             | 22,4           | 37,3           | 36,9           | 81,4           | 3,7            | 2,4            | 0,6            | 0,5            | 9,0            |
| Наведите курсор мыши на аббревиатуры в заголовке таблицы, чтобы прочесть их расшифровку. |             |                  |                  |                  |                  |                  |                  |                  |                  |                  |                  |                  |                |                |                |                |                |                |                |                |                |                |                |

### Статистика в NCAA
| Сезон | Команда    | Conf     | Class | GP  | GS  | MPG  | FG%  | 3P%  | FT%  | RPG | APG | SPG | BPG | PPG  |
| --- | ---------- | -------- | ----- | --- | --- | ---- | ---- | ---- | ---- | --- | --- | --- | --- | ---- |
| 1983/84 | Джорджтаун | Big East | FR    | 37  | 9   | 20,6 | 43,3 |      | 76,8 | 3,5 | 2,2 | 0,9 | 0,3 | 9,1  |
| 1984/85 | Джорджтаун | Big East | SO    | 35  | 34  | 29,8 | 50,6 |      | 75,5 | 5,7 | 2,4 | 1,5 | 0,6 | 11,9 |
| 1985/86 | Джорджтаун | Big East | JR    | 32  | 32  | 31,7 | 52,8 |      | 73,2 | 8,2 | 2,2 | 1,5 | 0,5 | 17,6 |
| 1986/87 | Джорджтаун | Big East | SR    | 34  | 34  | 35,4 | 48,2 | 38,6 | 80,4 | 8,6 | 2,7 | 2,1 | 0,6 | 23,6 |
| Всего | Всего      | Всего    | Всего | 138 | 109 | 29,2 | 49,0 | 38,6 | 76,8 | 6,4 | 2,4 | 1,5 | 0,5 | 15,3 |
| Наведите курсор мыши на аббревиатуры в заголовке таблицы, чтобы прочесть их расшифровку Статистика приведена с сайта sports-reference.com |            |          |       |     |     |      |      |      |      |     |     |     |     |      |